# Aeroporto di Ghedi
L'aeroporto di Ghedi è un aeroporto militare italiano situato in Lombardia a 19 km a sud della città di Brescia, nel comune di Ghedi dal quale l'aeroporto dista 5 km. L'aeroporto è gestito dall'Aeronautica Militare ed in base al Decreto ministeriale del 25 gennaio 2008 pubblicato sulla Gazzetta Ufficiale del 7 marzo 2008, è classificato come MOB (Main Operating Base) del primo gruppo e come tale effettua esclusivamente attività militari, non essendo aperto al traffico commerciale. Attualmente è sede del 6º Stormo dell'Aeronautica Militare con il 102º Gruppo "Giuseppe Cenni" (Paperi), il 154º Gruppo (Diavoli Rossi) e il 155º Gruppo (Le pantere)  equipaggiati con Tornado IDS e ECR. Il campo fu intitolato alla memoria del pilota Luigi Olivari (1891-1917) il 29 giugno 1921.
Secondo il programma NATO di condivisione nucleare, a Ghedi sono conservate 20-40 bombe atomiche B61-3, B61-4 e B61-7, di potenza variabile e massima di 340 chilotoni.

## Storia
Nel settembre 1909 tra Ghedi e Montichiari fu organizzata l'International Air Race a cui parteciparono, tra gli altri, i fratelli Wright, Curtis, Calderara, Rougier e Leblanc; Gabriele d'Annunzio ottenne il record d'altitudine con 198 m. In qualità di reporter per un quotidiano fu presente persino lo scrittore Franz Kafka. Secondo alcuni qui vi fu la prima vittima della storia del volo in Italia, lo studente Enea Rossi, ma, in quanto non si riscontrano quotidiani che riportarono la notizia, si pensa sia stato un erroneo accadimento riportato da Mario Cobianchi, testimone del tempo, nel suo Pionieri dell'aviazione italiana (Editoriale Aeronautico, 1943, Roma) , come si sottolinea in A Brescia oggi si vola: le vicende del circuito aereo di Montichiari tra cronaca e storia (A cura di Massimo Ferrari, EDUCatt Università Cattolica, 9788867801657) ormai sebbene non documentato la leggenda trasmessa da Cobianchi è dura a morire. Comunque fu di quei giorni l'inizio dell'aeronautica a Ghedi.
Nella prima guerra mondiale Ghedi fu importante per la difesa di Brescia e provincia che fu assegnata nel 1916 al 75º Gruppo.
Ghedi, insieme a Ganfardine fu una pista di decollo per i ricognitori SVA e Pomilio che dovevano fotografare le infrastrutture nemiche.
Nella seconda guerra mondiale, Ghedi fu sede della Scuola di Pilotaggio di 2º periodo per il bombardamento e lì si trovavano i bombardieri Fiat B.R.20 e CANT Z.1007; poi, dal 1943, nel periodo della Repubblica Sociale Italiana ospitò aerei da caccia con compiti di difesa aerea per l'Aeronautica Nazionale Repubblicana.
In questi anni la base di Ghedi fu molto attiva. Vi transitavano reparti da caccia, dotati di Fiat G.55 e Macchi C.205 Veltro. Nel 1944 l'aeroporto fu ristrutturato completamente dall'Organizzazione Todt: si costruirono piste, raccordi, piazzole, paraschegge, officine, bunker per una lunghezza di 65 chilometri. Le piste di Ghedi e Montichiari furono collegate dal cosiddetto “raccordo tedesco”, costruito in lastroni di cemento. Furono poi aggiunte difese contraeree e postazioni di mitragliatrici. Si diffusero voci secondo le quali a Ghedi venivano sperimentati velivoli a reazione tedeschi e un'area dell'aeroporto fosse usata per il lancio delle V1. I tedeschi ordinarono ad un proprio aereo di sorvolare Ghedi per scoprire cosa potesse avvalorare quell'ipotesi: era un effetto ottico che non fu eliminato per creare confusione ai nemici.
Da differenti pubblicazioni e, da ultimo, dal documentario Tunnel Factories del regista Mauro Vittorio Quattrina (prod. 2010 che riprende quanto scritto nel libro "Tunnel Factories" di Giorgio Danilo Cocconcelli) si apprende che a tutt'oggi, a sud-sud est della fattoria Prandoni posta al limite meridionale dell'attuale pista di Ghedi, è possibile notare una struttura abbandonata con 18 piloni di sostegno, delle specie di cubi di cemento, ai quali veniva avvitata la tralicciatura metallica della rampa di lancio delle V-1, una struttura molto simile ad altre stazioni di lancio in Francia e Germania. Un documento segreto declassificato dei servizi segreti americani nota attività di "V-1" all'aeroporto di Ghedi (così come sul lago di Misurina). Non solo, ma lo scavo del perimetro nel quale è situato questo manufatto è realizzato in come una specie di vasca facilmente riempibile d'acqua, fatto che si ripete in altre basi di lancio v-1, realizzato per confondere la fotoricognizione aerea. Il manufatto tuttora presenta alcune tracce di mimetizzazione giallo sabbia e verde scuro e la struttura imponente in cemento si presenta come la copia quasi esatta del sito V-1 di Eperlecques (F).
Contemporaneamente si stabilirono a Ghedi reparti della Luftwaffe: la 1ª Squadriglia dello Stabgruppe I equipaggiata con Junkers Ju 88 e, a partire dall'ottobre 1944, il secondo Staffel del Nachtschlachtgruppe 9 (Gruppo da combattimento notturno 9) con i suoi Junkers Ju 87D. Ghedi non fu tuttavia mai utilizzata dai Messerschmitt Me 262.
Furono poi trasferite a Ghedi due squadriglie di Messerschmitt Bf 109 tedeschi, che vi rimasero da giugno a settembre, per poi essere fatti rientrare in patria per la difesa della Germania.
Da Villafranca e Ghedi ogni giorno partivano caccia italiani, per poi atterrare e sparire sotto i rifugi. Erano riforniti da autobotti giunte all'aeroporto nottetempo, con i fari spenti ed erano così pronti a volare l'indomani. Gli alleati attaccarono più di trenta volte la base, ma i danni non furono mai gravi grazie ad accorgimenti semplici ma efficaci: i velivoli venivano parcheggiati sotto gli alberi, coperti da reti e da frasche o negli hangar già semidistrutti. Inoltre sagome di legno e cartone erano posizionate ai fianchi della pista.

Gli avieri si rifugiavano nei bunker, e, se degli aerei venivano colpiti, davano fuoco a degli stracci per far credere al nemico di averli incendiati.

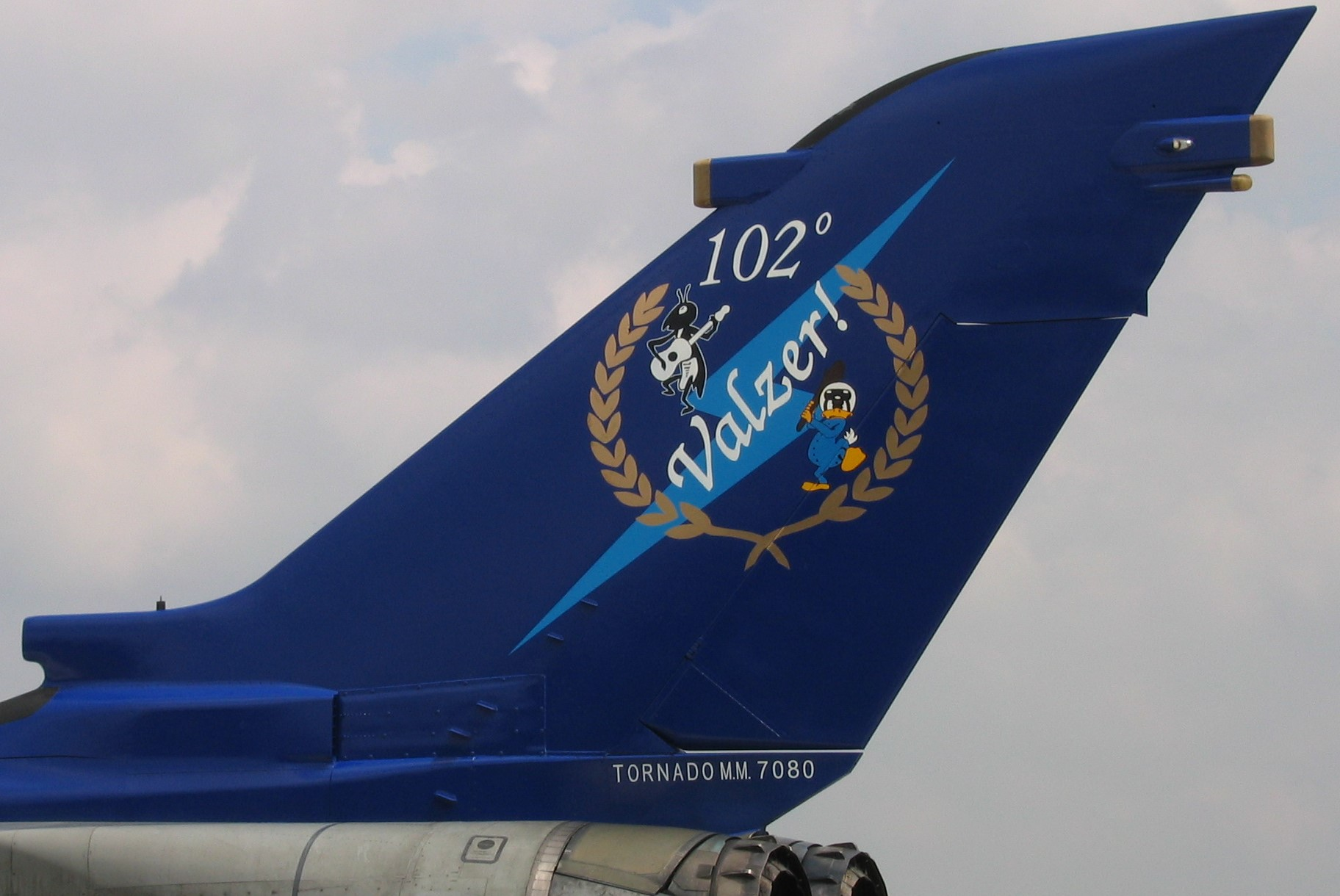
Special color di un Tornado del 102ºGr. col celebre motto "Valzer!" di Giuseppe Cenni (MOVM). (6º St. Ghedi, 2008)

Alla fine della seconda guerra mondiale l'aeroporto di Ghedi era in pessime condizioni, a causa degli attacchi alleati e delle mine fatte brillare dai tedeschi: vi erano dieci crateri di otto metri di diametro. Il 29 aprile 1945 la V armata americana occupò l'aeroporto e lo trasformò in parte in campo di concentramento per prigionieri di guerra tedeschi, fra i quali anche il generale Fridolin von Senger und Etterlin. L'aeroporto fu riattivato nel 1951 come sede del 6º Stormo dell'Aeronautica Militare, prima dotato di P-51 Mustang, poi dei jet britannici Vampire, utilizzati fino al 1952.
All'inizio degli anni cinquanta il reparto fu intitolato al tenente Alfredo Fusco (MOVM); la pista di volo venne ristrutturata per poter essere utilizzata dai moderni jet. Fino al 1962 Ghedi ospitò gli F-84F e G che furono poi sostituiti dagli F-104 Starfighter e, infine (1982), dai Tornado IDS.
Il 13 settembre 1993, i "Paperi" del 102º Gruppo Volo passarono dal 5º Stormo "Giuseppe Cenni", sull'aeroporto di Rimini, al 6º Stormo sull'Aeroporto di Ghedi. Inoltre dal 1999 vi fu la chiusura della scuola "Tornado Trinational Training Establishment" (T.T.T.E.), di Cottesmore in Inghilterra, destinata alle tre aviazioni: inglese, tedesca e italiana. Il compito di questa scuola, fin dall'entrata in servizio dei Tornado, era quello di addestrarne e formarne i futuri piloti e navigatori. Per gli equipaggi italiani, tale prestigioso compito venne affidato dall'Aeronautica Militare al 102º Gruppo, che ha acquisito la denominazione di “Operational Conversion Unit” (O.C.U.), reparto che addestra e abilita tutti i piloti dell'Aeronautica Militare, e non solo, ai Tornado. Nonostante questo incarico speciale il 102º Gruppo ha sempre mantenuto il 100% di operatività come tutti gli altri Gruppi.
Il 19 agosto 2014 due Tornado di base a Ghedi e da qui decollati, si sono scontrati in volo nei cieli di Ascoli Piceno durante un'esercitazione. I 4 membri degli equipaggi hanno perso la vita. Dal 14 settembre 2016, a seguito della soppressione del 50º Stormo sulla base di Piacenza-San Damiano, e il contestuale passaggio del 155º Gruppo al 6º Stormo a Ghedi, rende così la base bresciana l'unica dotata di velivoli Tornado.
Il 16 giugno 2022 è stato ufficialmente presentato il primo Lockheed Martin F-35A Lightning II, aeromobile consegnato al 6º Stormo e che gradualmente sostituirà i P-200 IDS/ECR Panavia Tornado in tutti i ruoli operativi.

## Strutture aeroportuali
A Ghedi il 154º Gruppo occupa la zona nord dell'aeroporto dove si trova un bunker che ospita il Comando, la Sala Operativa, la Sala Navigazione e gli altri uffici. Vi è poi un hangar per i velivoli in manutenzione. Gli aerei operativi sono sparsi sul sedime negli shelter per essere riparati dagli attacchi.
In anni recentissimi molte delle strutture aeroportuali rimaste escluse dall'attuale zona militare sono state demolite per consentire lo sviluppo edilizio dell'area. Fra queste il "raccordo tedesco" ed alcuni paraschegge. Del periodo bellico rimangono la palazzina comando e tre hangar "Saporiti" presso il moderno Aeroporto di Brescia-Montichiari.

## Presenza di armi atomiche

Due Tornado IDS del 6º Stormo di stanza a Ghedi.

Piani militari segreti del Patto di Varsavia, risalenti agli anni sessanta e resi pubblici nel 2005, prevedevano un attacco all'Italia attraverso la neutrale Austria con un bombardamento nucleare preventivo sulle città di Vienna, Monaco di Baviera, Innsbruck, Venezia, Padova, Vicenza, Verona, Ghedi e Piacenza. Le truppe sovietiche-ungheresi consistenti in 7 divisioni motorizzate, 3 divisioni corazzate, 38 lanciamissili, 214 aerei da combattimento, 121 caccia, 24 aerei da ricognizione e 25 bombardieri con armi atomiche prevedevano di occupare il Nord Italia, attraverso le linee di penetrazione di Tarvisio e della Val Camonica, raggiungendo Brescia e Bologna in 13 giorni di combattimenti attestandosi poi saldamente sull'Appennino tosco-emiliano. Al contrario i piani militari segreti della NATO prevedevano, secondo quanto affermato dall'ex presidente Francesco Cossiga in una nota trasmissione televisiva della Rai, una risposta nucleare italiana sulle città di Praga e Budapest condotta dall'aeronautica militare con cacciabombardieri Panavia Tornado dell'aeroporto di Brescia-Ghedi.
Il rapporto statunitense del Natural Resources Defence Council mostra che nella base di Ghedi, secondo il concetto NATO di Nuclear sharing, sono conservate 20-40 bombe atomiche B-61 3,B61-4 e B61-7 di potenza variabile tra meno di 1 chilotone e 340 chilotoni. Le bombe atomiche B61 possono essere utilizzate dai cacciabombardieri Tornado IDS nonché dagli F-35A del 6º Stormo dell'Aeronautica Militare Italiana, appositamente configurati per eventuali attacchi nucleari.

## Terrorismo
Il 22 luglio 2015 le indagini per l'arresto di due estremisti islamici hanno rivelato che i due terroristi avevano come obiettivo primario colpire l'Aeroporto di Ghedi. I terroristi avrebbero scelto l'Aeroporto di Brescia-Ghedi poiché 4 Tornado IDS che facevano parte della coalizione anti-ISIS erano decollati proprio da questo aeroporto. L'obiettivo dell'attacco era colpire armati con Ak-47 alcuni carabinieri. Gli aspiranti terroristi sono stati condannati a sei anni di carcere con espulsione a fine pena e i giudici nelle motivazioni della sentenza hanno confermato la pericolosità dei due soggetti.

## Accessibilità

### In autobus
L'aeroporto è servito da un collegamento autobus con la stazione di Sant'Eufemia-Buffalora, capolinea della metropolitana di Brescia.